# La Tache d'encre
La Tache d'encre est une salle de théâtre d'Avignon, 1 rue Tarasque dans le quartier des Teinturiers. 

## Histoire
La Tache d'encre est un des plus anciens lieux de spectacles d'Avignon. Plus connue en juillet où elle est un haut lieu du OFF, non seulement pour ses deux salles de Café-théâtre, mais aussi pour sa cour ouverte, durant le festival jusqu'à 3 h du matin, qui est, avec Le Délirium, l'un des deux lieux les plus festifs des nuits avignonnaises de cette période. Le patio, faisant office de buvette, est aussi bien appelé La Tache, ou La Bodéga, ou encore Le Figuier (voire Sous le figuier). On dit souvent, que La Tache est au Off ce que Le Bar du In (à cent mètres de là) est au festival officiel.
Ses théâtres attirent certaines pointures de la scène comme Manuel Pratt, Philippe Alcamo, Caroline Loeb...
À l'origine, La Tache d'encre était aussi un restaurant alternatif, attenant au théâtre, bien connu des Avignonnais et inscrit dans l'histoire d'Avignon.